# 1702 w muzyce

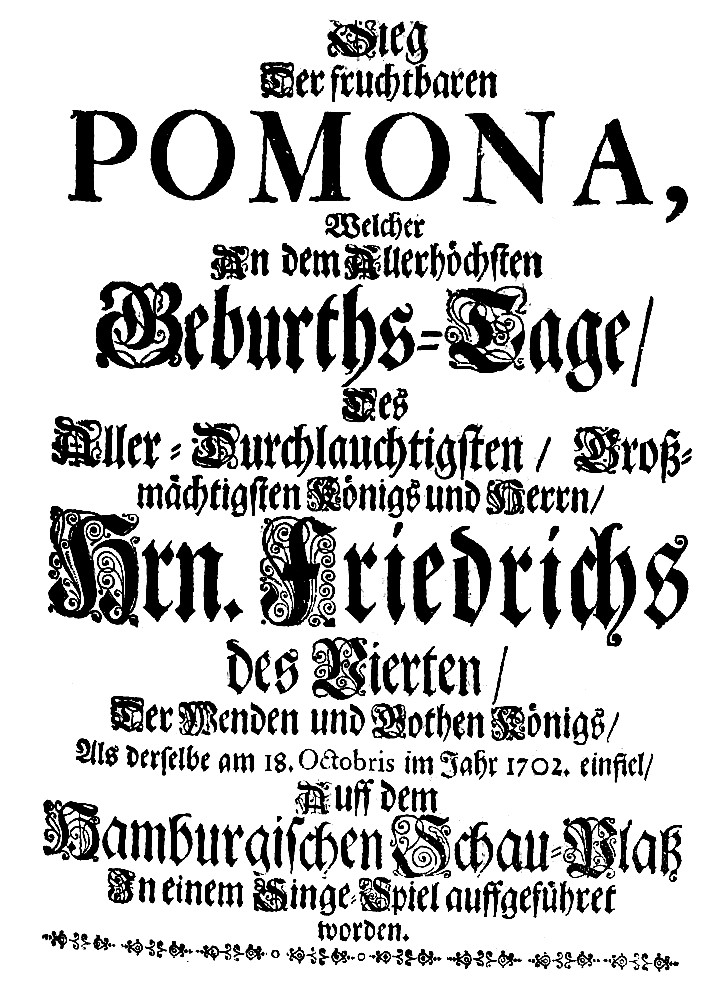
Strona tytułowa libretta Reinharda Keisera, pt. "Zwycięstwo Żyznej Pomony" z roku 1702

Wydarzenia muzyczne w 1702 roku.

## Wydarzenia
- Johann Sebastian Bach opuszcza Lüneburg.
- Georg Philipp Telemann zostaje kapelmistrzem opery w Lipsku, gdzie zakłada Collegium Musicum.
- Georg Friedrich Händel organistą w Halle.
- Alessandro Scarlatti opuszcza Neapol i szuka patronatu u księcia  Ferdinando de' Medici.

## Dzieła
- John Weaver burleska Tavern Bilkers (muzyka popularna)
- Henrico Albicastro Sonate a violino solo col basso continuo
- Johann Caspar Ferdinand Fischer Ariadne musica

## Dzieła operowe
- André Campra – Tancrède
- Pietro Torri – Torneo

## Urodzili się
- Jose Melchior de Nebra Blascu
- 10 lutego – Jean-Pierre Guignon, francuski kompozytor i skrzypek pochodzenia włoskiego (zm. 1774)
- Johann Valentin Gorner
- Christian Gottlieb Ziegler
- Johann Ernst Eberlin
- Franz Anton Maichelbeck
- Johann Schneider
- Heinrich Nikolaus Gerber

## Zmarli
- 6 lipca – Nicolas Lebègue, francuski kompozytor, klawesynista i organista (ur. około 1631)
- 1 września – Christian Spahn, niemiecki kompozytor i organista (ur. 1635)
- Jacob Hintze
- Olof Rudbeck starszy
- Thomas Eisenhut